# Leone IV il Cazaro
Leone IV, detto il Cazaro (in greco Λέων Δ΄ ὁ Χάζαρος?, Léōn D ho Cházaros; 25 gennaio 750 – 8 settembre 780), appartenente alla dinastia Isauriana fu Basileus dei Romei (imperatore d'Oriente) dal 775 fino alla sua morte.
Era figlio di Costantino V e della sua prima moglie, Irene la Cazara. Nel 768 sposò Irene d'Atene e nel 771 ebbe da lei un figlio, Costantino VI. Fu poi avvelenato, probabilmente dalla moglie, che aspirava a governare da sola sul trono di Bisanzio.

## Il regno

### Politica estera
Nel 777 Thumama, figlio del califfo omayyade al-Walīd I, invase l'Anatolia, da cui si ritirò con molti prigionieri. L'anno successivo, però, Leone reagì con una controffensiva: un esercito bizantino - si dice addirittura di 100000 uomini - condotto da Michele Lacanodracone e da altri strateghi, invase la Siria e pose assedio a Germanicea, che sarebbe caduta se Lacanodracone non avesse ricevuto regalie dagli Arabi per ritirarsi. Devastò i suoi dintorni, e catturò numerosi eretici giacobiti, sconfiggendo e uccidendo in una battaglia 2000 arabi. L'Imperatore, soddisfatto, concesse ai generali il trionfo, e deportò gli eretici siriani in Tracia. L'anno successivo gli Arabi condussero una controffensiva in Anatolia, ma l'Imperatore si era premurato di rinsaldare le fortezze con nutrite guarnigioni, così gli Arabi furono costretti a ritirarsi per mancanza di rifornimenti senza aver ottenuto nulla. Nel 780 però compirono un altro raid, invadendo l'Armeniakon e impadronendosi di una fortezza, anche se Michele Lacanodracone riuscì a ottenere una vittoria su un piccolo esercito arabo.
Nel 777 Telerigos, re dei Bulgari, cercò rifugio presso l'Imperatore, che lo fece battezzare, lo nominò patrizio e lo fece sposare con una cugina di sua moglie Irene.
Contrattaccò i Bulgari nel 777 e combatté gli Arabi dal 778 al 779 espandendo sempre più la potenza dell'Impero bizantino.

### Politica interna
Come prima di lui per il padre e per il nonno Leone III, uno dei problemi maggiori da affrontare era sempre quello religioso: egli fu nei primi anni iconoclasta moderato, ripristinando anche il Patriarca di Costantinopoli e fermando le persecuzioni contro i monaci (anzi molti monaci ottennero sotto il suo regno cariche ecclesiastiche di prestigio).
La sua politica moderata sembra essere dovuta all'influenza della moglie Irene, sposata nel 768, che era iconodula e quindi contraria all'iconoclastia. Nominò come coimperatore e successore il figlio Costantino il 24 aprile 776, dopo aver obbligato senato, esercito e ceti cittadini a giurare lealtà al figlio.
Secondo Teofane, ciò avvenne su insistenze dell'esercito, che avrebbero insistito parecchio per spingerlo a incoronare come coimperatore il figlio; si dice che Leone avesse obiettato sul rischio che in caso di rivolta dell'esercito con conseguente nomina di un usurpatore, lo stesso esercito avrebbe potuto uccidergli il figlio, ma l'esercito rispose giurando che non avrebbero accettato altro imperatore al di fuori di suo figlio; anche il popolo insistette parecchio, così, il Venerdì Santo del 776, «tutto il popolo, ovvero quelli dei themata [l'esercito], i membri del senato, i tagmata della città, e tutti gli artigiani, giurarono sulla... Croce che non avrebbero accettato altro imperatore al di fuori di Leone e Costantino e tutti i suoi discendenti...»; rassicurato, il giorno dopo Leone, dopo aver nominato suo fratello Eudocimo nobilissimus, si recò con i fratelli e il figlioletto in una chiesa dove annunciò alla folla riunita che avrebbe acconsentito alle richieste; e il giorno dopo (24 aprile) all'ippodromo Costantino fu incoronato dal padre di fronte al patriarca e al popolo.
I suoi fratelli erano però delusi per l'incoronazione del nipote perché ambivano essi stessi alla corona imperiale: e il mese dopo, nel maggio 776, fu scoperta dall'Imperatore una congiura ordita da Cesare Niceforo, uno dei suoi fratelli, nel tentativo di impadronirsi del potere; i congiurati vennero puniti con la tonsura e con l'esilio a Cherson.
Nel 780 tuttavia riavviò le persecuzioni contro gli iconoduli, anche se rispetto a quelle del padre fu una persecuzione moderata. Nello stesso anno scoprì che alcuni suoi funzionari avevano procurato delle icone alla moglie iconodula Irene e reagì con ira destituendo i funzionari rei di tale atto e smettendo di dormire nello stesso letto della moglie.

### Morte
Morì di tubercolosi l'8 settembre 780, mentre provava una corona che originariamente era custodita in Santa Sofia; diverse fonti, tuttavia, sottolineano la possibilità che la sua morte fosse dovuta al veleno.
Gli succedette il figlio Costantino di soli 9 anni; a causa della sua tenera età, il trono di Bisanzio passò sotto la reggenza di sua madre Irene, che in seguito lo fece uccidere per poter regnare come unica sovrana.

## Famiglia
Fratellastro di sant'Antusa di Costantinopoli, dalla moglie Irene ebbe solo un figlio, Costantino VI, che gli succedette al trono. Poiché il sovrano era ancora un bambino, la reggenza fu assunta dalla madre che lo fece in seguito detronizzare ed accecare, divenendo la prima imperatrice bizantina a regnare da sola con pieno comando dell'Impero. Per rimarcare ciò Irene assunse anche il titolo imperiale maschile di Basileus dei Romei (Imperatore dei Romani).